# DJ Green Lantern

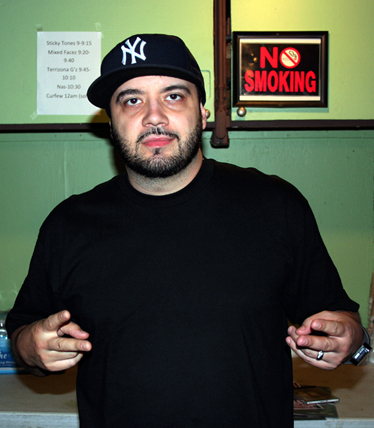
DJ Green Lantern (2010)

DJ Green Lantern (* in Rochester bürgerlich James D’Agostino) ist ein amerikanischer Hip-Hop DJ und Produzent. Er war von 2002 bis 2005 als DJ von Eminem bei Shady Records unter Vertrag, verließ das Label, nachdem ein aufgenommenes Telefonat von ihm mit Rapper Jadakiss, der Beef mit dem ebenfalls bei Shady Records unter Vertrag stehenden 50 Cent hatte, veröffentlicht wurde. Für Eminem war er der Tour-DJ. Beim New Yorker Radiosender Hot 97 hat er eine wöchentliche Radiosendung, in der er seine Remixe vorstellt.
Er war als Produzent und Remixer für Nas, 2Pac, Ice Cube, Busta Rhymes und D-Block tätig und hat diverse Mixtapes veröffentlicht.